# Старобикметово
Старобикметово (баш. Иҫке Бикмәт) — деревня в Бураевском районе Башкортостана, входит в состав Бадраковского сельсовета.

## Географическое положение
Расстояние до:
- районного центра (Бураево): 18 км,
- центра сельсовета (Большебадраково): 11 км,
- ближайшей ж/д станции (Янаул): 86 км.

## История
Основана как Бикметово башкирами Эске-Еланской волости Казанской дороги на собственных вотчинных землях. Названа по имени старосты Бикмета Абдулова.

## Население
| 2002 | 2009 | 2010 |
| ---- | ---- | ---- |
| 338  | ↘334 | ↘328 |

Согласно переписи 2002 года, преобладающая национальность — башкиры (98 %).

## Религия
В деревне есть мечеть.

## Известные уроженцы
- Бикбов, Сарвай Шайбакович (26 октября 1908 года — 5 февраля 1990 года) — советский партийный и государственный деятель, журналист.